# Neuberg (Gemeinde Hartberg Umgebung)
Neuberg ist eine Rotte in der Gemeinde Hartberg Umgebung im Bezirk Hartberg-Fürstenfeld in der Steiermark.

## Geografie
Der zur Ortschaft Löffelbach gehörende Ort befindet sich südwestlich unterhalb des Ringkogels 789 m ü. A..

## Geschichte
In Folge der Theresianischen Reformen wurde der Ort dem Grazer Kreis unterstellt und nach dem Umbruch 1848 war er bis 1867 dem Amtsbezirk Hartberg zugeteilt. 